# Droga krajowa B115 (Niemcy)
Droga krajowa nr 115 (niem. Bundesstraße 115, B 115) – niemiecka droga krajowa przebiegająca  z zachodu na południe od skrzyżowania z drogami B101 i B102 w Jüterbog  do Görlitz, gdzie krzyżuje się z drogami B6 i B99 oraz pośrednio z drogą wojewódzką 351 w Zgorzelcu.
Droga przebiega częściowo wzdłuż granicy z Polską.

## Miejscowości leżące przy B115
Jüterbog, Baruth, Lübben, Bad Muskau, Niesky, Görlitz.